# Joc d'escapada en viu
Un joc d'escapada (en anglès escape room o room escape) és un joc en el qual els jugadors, normalment en grups de 4 o 6, estan tancats en una habitació i han de fer servir els elements que troben per resoldre una sèrie de puzzles i escapar-se abans que se'ls esgoti el temps de què disposen, normalment una hora o una hora i mitja. Aquests jocs fomenten el team building. Estan basats en els videojocs Escape the room, ambientats en tot un seguit de llocs ficticis com cel·les de presó, masmorres i estacions espacials.
El primer joc d'escapada es va crear l'any 2006, i cap al 2010 es van fer famosos als Estats Units, al Japó, a Tailàndia, al Canadà, a Israel i, sobretot, a la Xina. Els primers rooms escape permanents es van obrir a Àsia i després a Amèrica del Nord, Europa, Austràlia i Amèrica del Sud. A Catalunya, la primera sala d'escape o d'escapament va ser Parapark Barcelona, una proposta importada d'Hongria l'any 2012.

## Història
El primer joc d'escapada, de nom Origin, va ser creat l'any 2006 a Silicon Valley per un grup de programadors de sistema. Els misteris i reptes del seu joc estaven inspirats en les obres d'Agatha Christie i es va convertir en una atracció turística. El Real Escape Game (REG) va ser desenvolupat al Japó el 2008 per Takao Kato, un home de 35 anys de l'empresa editorial de Kyoto SCRAP Co. Aquesta empresa té la seu a Kyoto i publica una revista gratuïta amb el mateix nom. Més enllà del Japó, els jocs d'escape van aparèixer a Singapur l'any 2011 i va arribar a haver-n'hi 50 cap al 2015. L'any 2015 hi havia més de 2.800 sales d'escape room per tot el món. El programa Race to Escape del canal americà Science Channel està basat en aquesta temàtica.

## Acollida
El diari xinès South China Morning Post va descriure els escape rooms com un gran èxit entre "els estudiants i els joves professionals que pateixen un gran estrès". Els periodistes de Hong Kong parlem dels escape rooms com una forma d'evadir-se de les condicions de vida de la ciutat. També hi ha empreses que han utilitzat aquest joc per fomentar la creació d'equips dins de l'empresa.

## Jocs d'escapada virtuals

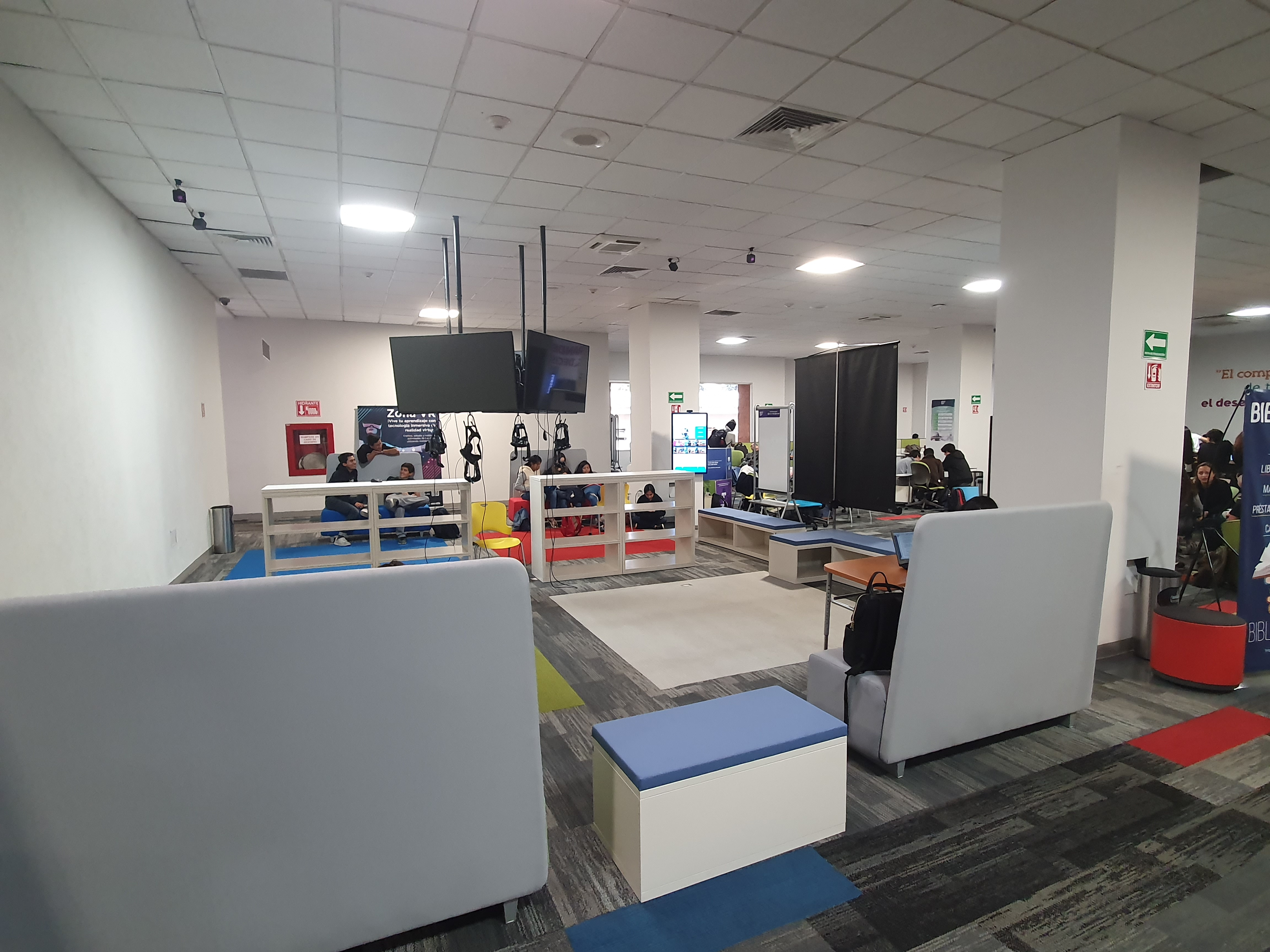
Espai habilitat amb el material necessari per oferir activitats de Realitat Virtual.

Un escape room de realitat virtual és la combinació del joc d'escapada en viu o escape room clàssic amb la tecnologia de la realitat virtual. El joc d'escapada, per definició, és un joc físic i mental per equips que té com a objectiu tractar d'escapar d'una habitació en un temps establert. Al llarg de la sessió els jugadors aniran trobant pistes, enigmes i trencaclosques fins a arribar al final del joc. El concepte afegit de realitat virtual transforma l'activitat "analògica" en un joc purament tecnològic, traslladant els jugadors a una dimensió fictícia des dels cinc sentits.

## Definició

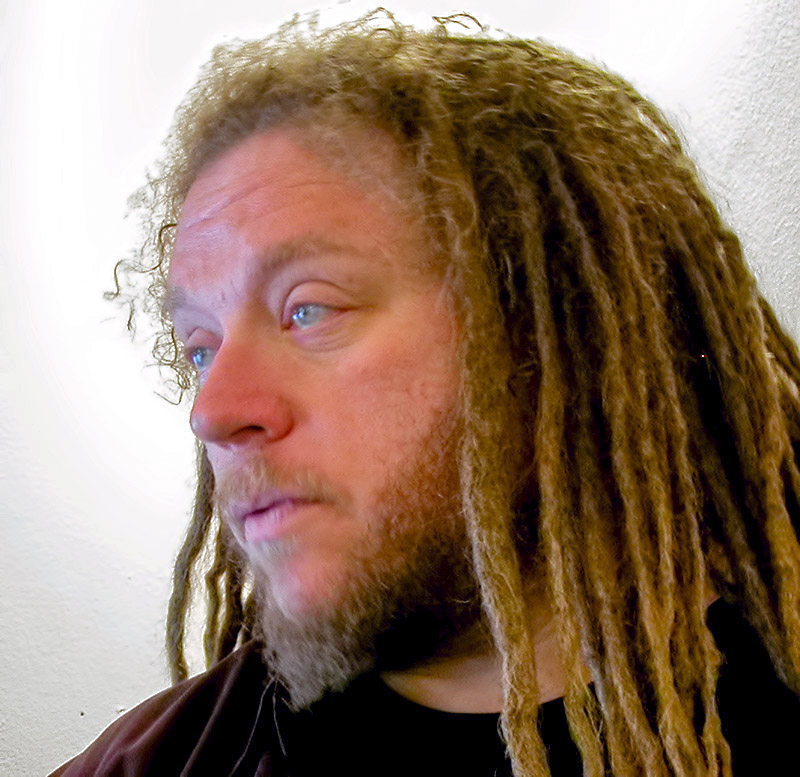
Jaron Lanier al 2006.

«Escape» en anglès significa «escapar» o «escapada», i el concepte «Room» fa referència a «habitació», de manera que, en conjunt seria, literalment, «Habitació d'escapada».
El terme escape room va sorgir del primer joc d'escapada Real Escape Game (REG) que el 2007 va ser desenvolupat pel guionista i director d'anime i cinema Takao Kato.
D'altra banda, el terme realitat virtual (RV en català o "Virtual Reality" o VR en anglès) el va popularitzar dècades abans Jaron Lanier, devers el 1980. L'objectiu d'aquesta és aconseguir crear la sensació d'estar vivint, jugant o interactuant en un ambient real mentre que realment és fictici o irreal.
Segons el Diccionari de la llengua catalana de l'IEC la realitat virtual és un "Entorn físicament inexistent, visualitzat amb realisme, creat utilitzant dispositius electrònics i procediments informàtics."

## Història
Segons la informació coneguda fins ara, el primer escape room de realitat virtual fou el joc Cosmos, el qual fou venut a cinc companyies europees, incloent-hi Lostroom, a Barcelona, i altres dues d'americanes. El seu fundador, el rus Yuri Popov, va anunciar l'abril de 2016 la innovadora activitat que havia començat a desenvolupar.
Cosmos oferia viatges a l'espai a través de la realitat virtual i el joc es venia per quinze euros per persona aproximadament. Va tenir molt èxit.
Povov va predir aleshores l'augment de més de cent escape rooms a Barcelona cap al 2017 i al 2019 els jocs d'escapada de realitat virtual ja es podien trobar a totes les grans ciutats espanyoles. Els jocs d'escapada de realitat virtual han tingut un gran èxit a totes les ciutats de parla catalana.

## Tecnologia

### Models mòbils
En aquest cas són necessàries unes ulleres de realitat virtual i, en alguns casos, un smartphone o telèfon mòbil intel·ligent, que és el que reprodueix un vídeo en un format concret, dividint la imatge en dues, una per a cada ull. En funció del model d'ulleres de què disposi l'usuari i de la tecnologia que ofereixin aquestes l'experiència serà més o menys realista i, per tant, millor o pitjor.
Les ulleres més senzilles compten amb rodes d'enfocament (una per a cada ull) amb les quals es pot regular la imatge fins a aconseguir la nitidesa i sensació tridimensional necessària per a gaudir de l'experiència de realitat virtual. A mesura que les ulleres són de major qualitat se'ls afegeixen elements (també bastant bàsics) com l'acceleròmetre o el giroscopi: es tracten d'una sèrie de sensors que detecten la rotació del cap i la velocitat amb què es mou per poder traslladar els gestos i moviments al món virtual i poder així veure una imatge corresponent a la posició i direcció del cap. Tot i que aquests mecanismes acostumen a estar inclosos en els dispositius mòbils, les ulleres els reforcen. Algunes compten amb un sistema d'auriculars amb els comandaments corresponents per controlar el volum, amb més sensors per a ser més precises i amb pantalla tàctil per regular els diferents mecanismes. 
Aquest model no permet que el joc sigui interactiu, sinó que més aviat es tracta d'una experiència visual.

### Equips estacionaris
Són molt més complexos que els models de telèfons mòbils. Per poder viure una experiència així cal anar a un local condicionat amb tots els accessoris, màquines i ordinadors que ho fan possible.
Es tracta d'un sistema de connexió d'aparells electrònics en el qual les imatges en 2D s'envien des dels ordinadors a les ulleres a través d'un cable HDMI i es converteixen en imatges en tres dimensions. A les mateixes ulleres es poden ajustar les lents d'enfocament. Aquesta tecnologia compta amb mecanismes molt més avançats que permeten vincular tots els recursos visuals amb els altres sentits. És necessari que la imatge superi els 60 fotogrames per segon per garantir la comoditat i estabilitat dels usuaris, ja que una quantitat inferior causaria mareigs.
Per a aquesta modalitat no s'empra cap dispositiu mòbil. En aquest cas els jugadors compten com a mínim amb un comandament per poder participar en els videojocs de l'escape room i amb un micròfon per poder comunicar-se amb els seus companys d'equip. L'espai de joc ha de tenir sensors de moviment perquè el cos dels jugadors es pugui veure en forma d'avatar dins del joc i així poder veure els seus propis cossos i els dels altres jugadors. [[Virtual Escape Game]]